# Jan Sarkander
Svatý Jan Sarkander (20. prosince 1576, Skočov – 17. března 1620, Olomouc) byl slezský katolický kněz, působící v desetiletí před třicetiletou válkou a na jejím počátku jako farář na Moravě, především v Holešově. Během českého stavovského povstání byl moravskými evangelickými stavy obžalován ze zemězrady, když prý povolal řádící soldatesku polských kozáků a tajně se paktoval s císařem Ferdinandem II. proti stavům. Interpretace jeho působení je dodnes kontroverzním tématem, a to především v rámci ekumenického dialogu mezi českými katolíky a protestanty.
Jeho bratrem byl kanovník Mikuláš Sarkander, děkan v Opavě, jenž se v letech 1608/09 také zapletl do politických machinací a snahy násilně rekatolizovat Opavsko s Moravou. Podíl na osvobození bratra později též Janovi přitížil.

## Život
Rané dětství strávil v rodném Skočově ve Slezsku, od druhé poloviny 80. let 16. století ale s rodinou pobýval v moravském Příboře, kam se jeho matka přistěhovala za jeho nevlastním bratrem Matoušem Vlčovským, od sňatku se zámožnou vdovou majitelem jednoho z tamějších měšťanských hospodářství. Sám Jan v Příboře navštěvoval městskou školu, lidově zvanou armanka, a ve farním kostele Narození Panny Marie je stále uložen jeho primiční ornát, podle tradice vyšívaný jeho matkou.
Od roku 1592 Sarkander studoval filosofii na latinské škole Olomouci. V roce 1597 byl imatrikulován na olomoucké univerzitě a od roku 1600 pak studoval filozofii v Praze, kde se roku 1603 stal doktorem filosofie, poté od roku 1604 studoval teologii ve Štýrském Hradci. Studia předčasně ukončil v roce 1606 nejspíše kvůli svatbě s protestantkou Annou Plachetskou, dcerou kupce z Velkého Meziříčí, nicméně se nedochovala manželská smlouva, takže nelze s určitostí říct, že by sňatek opravdu proběhl. Po roce Anna pravděpodobně zemřela a Sarkander mohl pokračovat v duchovní dráze.
21. prosince 1607 přijal Sarkander v Kroměříži čtyři nižší svěcení z rukou kardinála Ditrichštejna, který jej zároveň 19. března 1609 v Brně vysvětil na jáhna. 22. března téhož roku mu pak udělil kněžské svěcení olomoucký světící biskup Jan Křtitel Civalli. Na konci roku 1609 byl na příkaz kardinála Ditrichštejna uvězněn, neboť pomohl svému bratrovi Mikulášovi, obžalovanému z velezrady, uprchnout z vězení. Brzy byl ovšem propuštěn.
Od roku 1609 byl farářem v Uničově, 1611 farářem v Charvátech, 1612 farářem ve Zdounkách, 1615 farářem v Boskovicích. Roku 1616 nastoupil na farnost v Holešově, kde se stal zpovědníkem Ladislava Popela z Lobkovic. V Holešově vedl z pozice duchovního správce farnosti dlouhé majetkoprávní spory se sousedním evangelickým pánem Václavem Bítovským z Bítova.

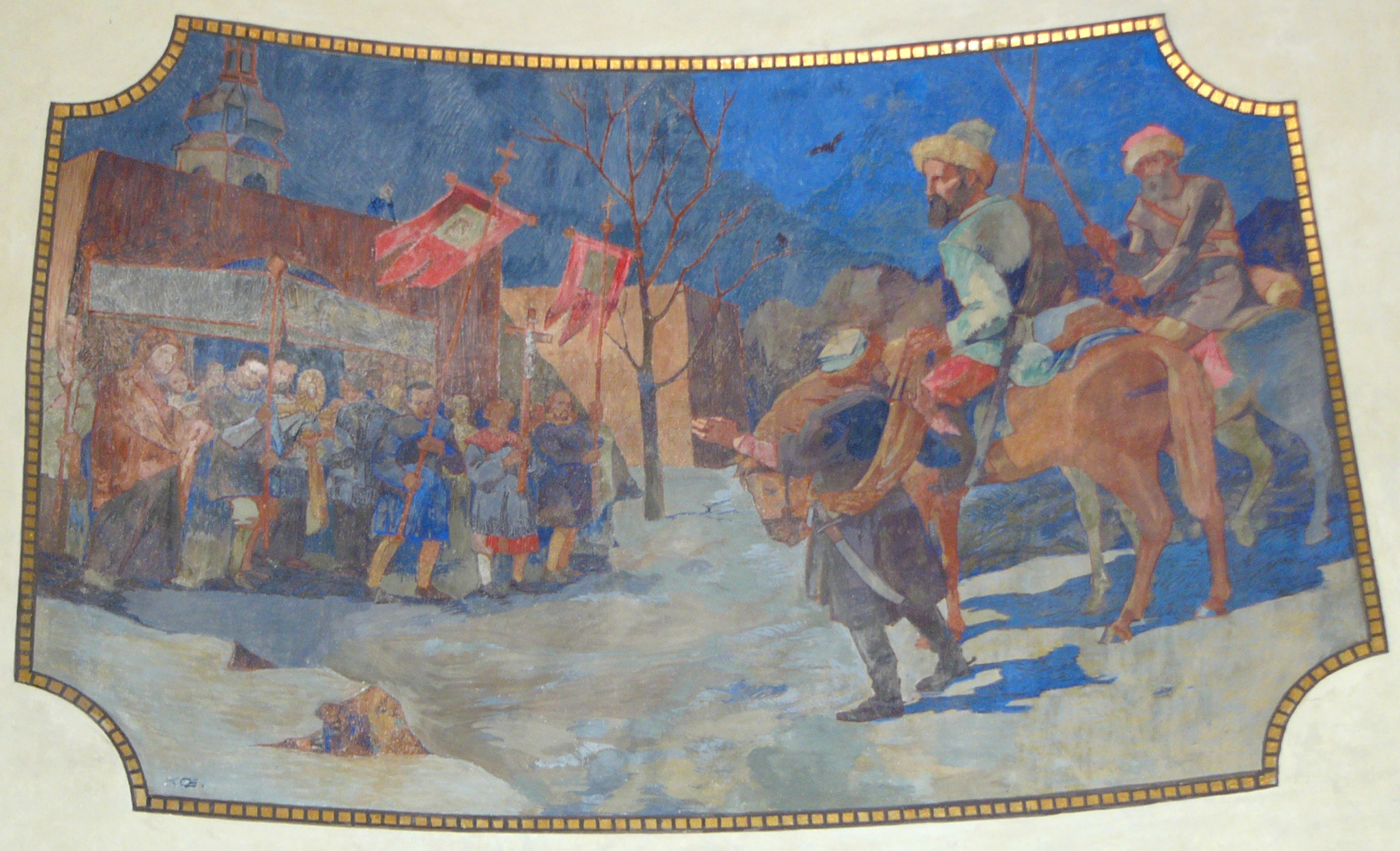
Freska znázorňující průvod Jana Sarkandera v Holešově a kozáci „lisovčíci“

Když Lobkovic přechodně ztratil vliv (1619), Sarkanderovi přátelé poradili, aby uprchl. Jan Sarkander se následně vydal na pouť do Čenstochové a přechodně pobýval v Krakově. V listopadu 1619 se vrátil na Moravu.
Lisovčíci, jezdci ve službách polského katolického krále Zikmunda III. Vasy, vtrhli v únoru roku 1620 na Moravu, což bylo doprovázeno značným drancováním. Prakticky bezbranný Holešov ovšem zůstal ušetřen poté, co vyšlo lisovčíkům naproti procesí s monstrancí v rukou. Nájezdníci se zastavili, přidali se ke zpěvu a modlitbám a pak pokračovali v cestě. Podle některých později vzniklých legend vedl procesí sám Sarkander, ale to není příliš pravděpodobné, spíše to byl jen holešovský zámecký kaplan Samuel Tuček. Převážně evangelické okolí bylo přitom vypleněno a zvlášť velké škody utrpěl majetek pana Václava Bítovského z Bítova.

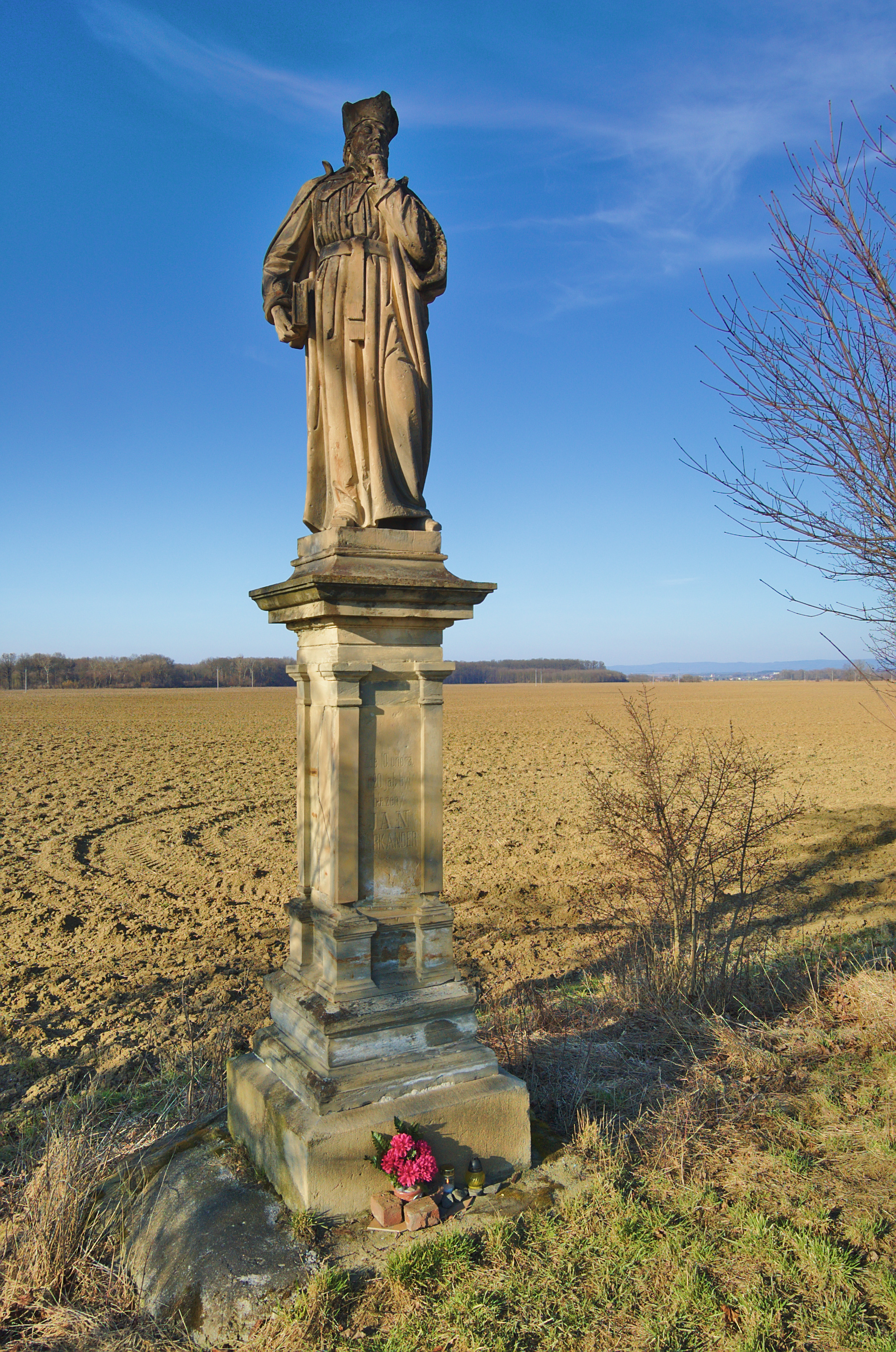
Místo zadržení Jana Sarkandra u mostu přes Bečvu u silnice na Troubky, Tovačov na Přerovsku

Poté, co na Moravě došlo k převratu a s pomocí českého vojska získali moc moravští protestantští stavové sympatizující s českým stavovským povstáním, ocitl se Sarkander ve velkém nebezpečí – byl touto stranou podezříván, že v Čenstochové z pověření Lobkovice dojednal pomoc císaři Ferdinandovi, kterého nechtěli moravští stavové uznat. Pokusil se uprchnout, ale byl po delším cestování a skrývání dopaden na území Tovačova u mostu přes Bečvu směrem na Troubky. Dočasně byl uvězněn ve sklepení domu č. 8 (Paní dům) v Tovačově a poté pohnán před povstalecký soud. Shodou okolností byl sudím právě Václav Bítovský z Bítova.

### Mučení a smrt
Po zatčení byl čtyři týdny vyslýchán právem útrpným v městském vězení s mučírnou na místě dnešní Sarkandrovy kaple v Olomouci. Byl nucen k prozrazení, o čem v Polsku jednal, kdo pozval cizí vojska do země a co mu svěřil Ladislav Popel z Lobkovic při zpovědi. Sarkander obvinění, že domlouval vpád polského vojska nebo vedl tajná jednání v Polsku, odmítal, a co mu svěřil Popel z Lobkovic, rovněž odmítl prozradit, protože by to znamenalo prozrazení zpovědního tajemství.
| „                                                         | A když s ním dále nemohli nic pořídit a sami se s ním docela umořili a unavili, dali ho takto spáleného sejmout z mučidla, ale napomenuli ho vážně, aby se rozmyslil, s připomenutím předešlého, a tak odešli. Protože se pak nemístně dali slyšet, že s ním zavedou čtvrtou torturu, odpověděl jsem a odporoval, že je to proti všemu právu a spravedlnosti. | “ |
| — Jan Scintilla v dopise kardinálu Ditrichštejnovi (1621) | |   |

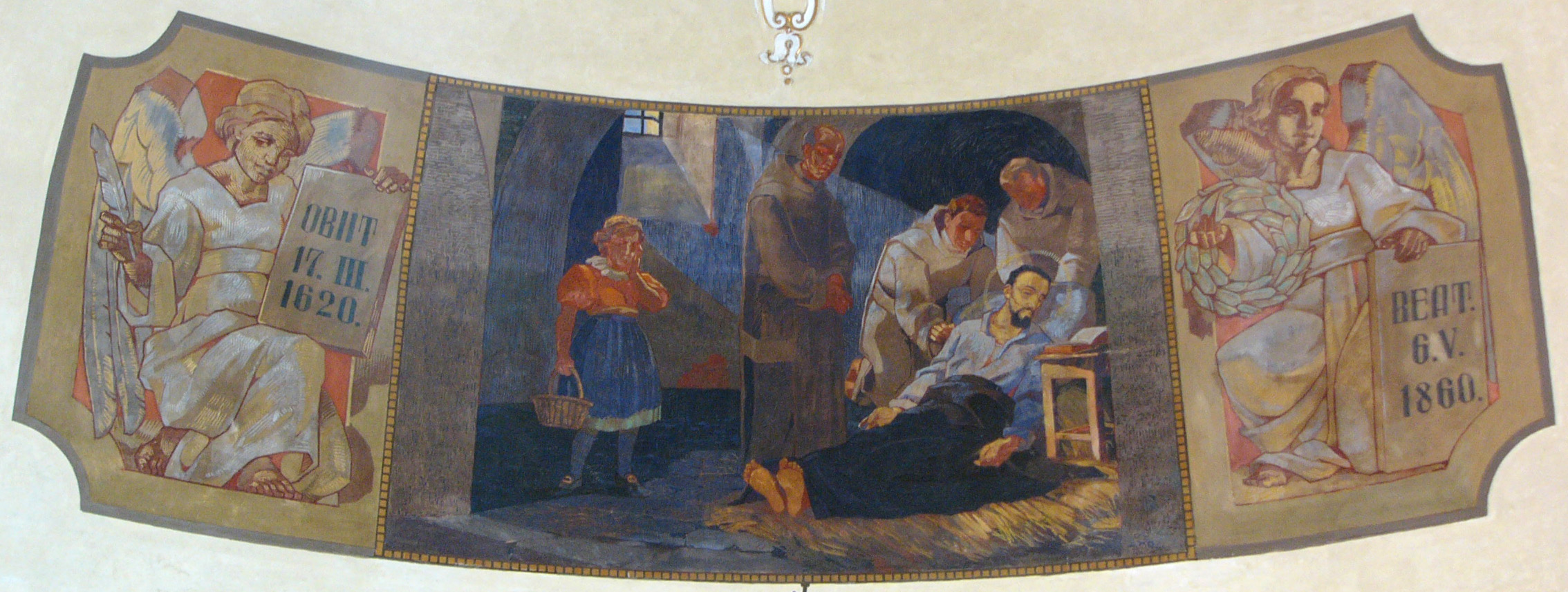
Freska znázorňující věznění Jana Sarkandera

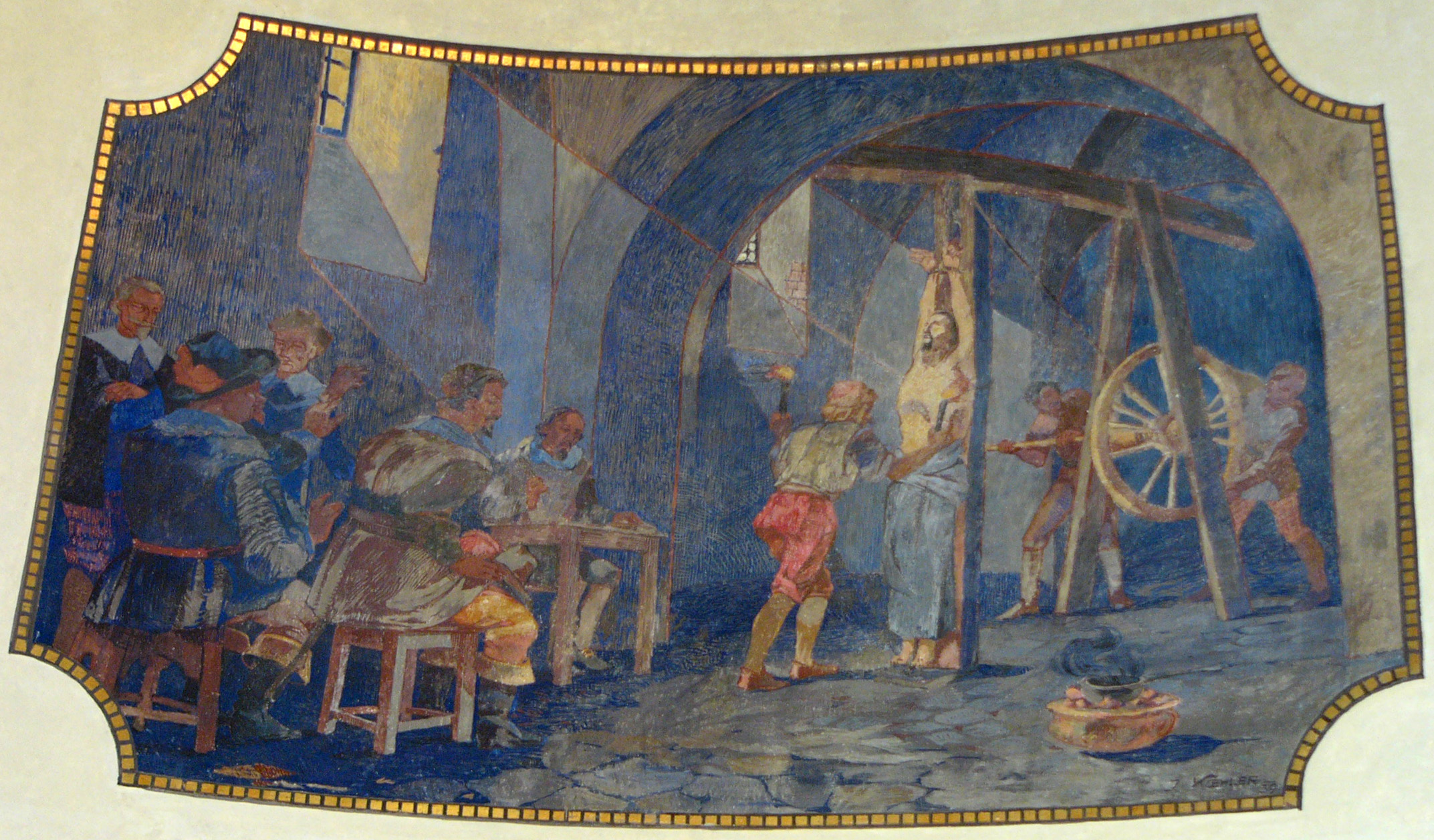
Freska znázorňující mučení Jana Sarkandera

Byl třikrát mučen běžnými způsoby a nakonec, v rámci třetí tortury, ještě i mimořádnými, které kat na přání soudců použil, nicméně zradu nepřiznal a zpovědní tajemství neprozradil. Když nakonec kat prohlásil, že už nezná žádná další mučení, která by na něj mohl použít, vyslýchající navrhli speciální mučení, nicméně ani to nevedlo k cíli. Před čtvrtou torturou zachránil Sarkandera rychtář Scintilla, který se vzepřel soudní komisi a zdůraznil, že takové pošlapání práva nemůže schválit. Komise poté od úvah o čtvrté tortuře ustoupila.
O mučení i odpovědích byl pořizován podrobný protokol, ten ale na konci rozzuřený Ctibor Žernovský sebral a patrně zničil. Jediné podrobnějším autentickým popisem Sarkanderova osudu během věznění je tak zpráva rychtáře Jana Scintilly, sepsaná v roce 1621 pro kardinála z Ditrichštejna.
Mučení Sarkanderovi způsobilo celou řadu vážných zranění (očití svědkové vypovídali, že když se ve vězení modlil breviář, otáčel listy jazykem, nemoha tak činit rukama) a na jejich následky zemřel v žaláři o necelé čtyři týdny později.
Pokud jde o obvinění, které proti Sarkanderovi vznášeli protestantští vůdci, není znám žádný důkaz o tom, že by se účastnil jednání o polské pomoci císaři nebo o něm vůbec věděl. Pomoc v Polsku každopádně dojednalo tajné císařské poselstvo vedené hrabětem Michalem z Althanu.
Jeho soudce, Václav Bítovský z Bítova, bojoval po porážce stavovského povstání proti Habsburkům v řadách cizozemských armád, v roce 1627 byl zajat v bitvě u Bernsteinu a převezen do Brna. Po doplňovacích výsleších a procesu (odsouzen k smrti za velezradu byl již v nepřítomnosti v roce 1622) byl 27. března 1628 popraven.

## Úcta

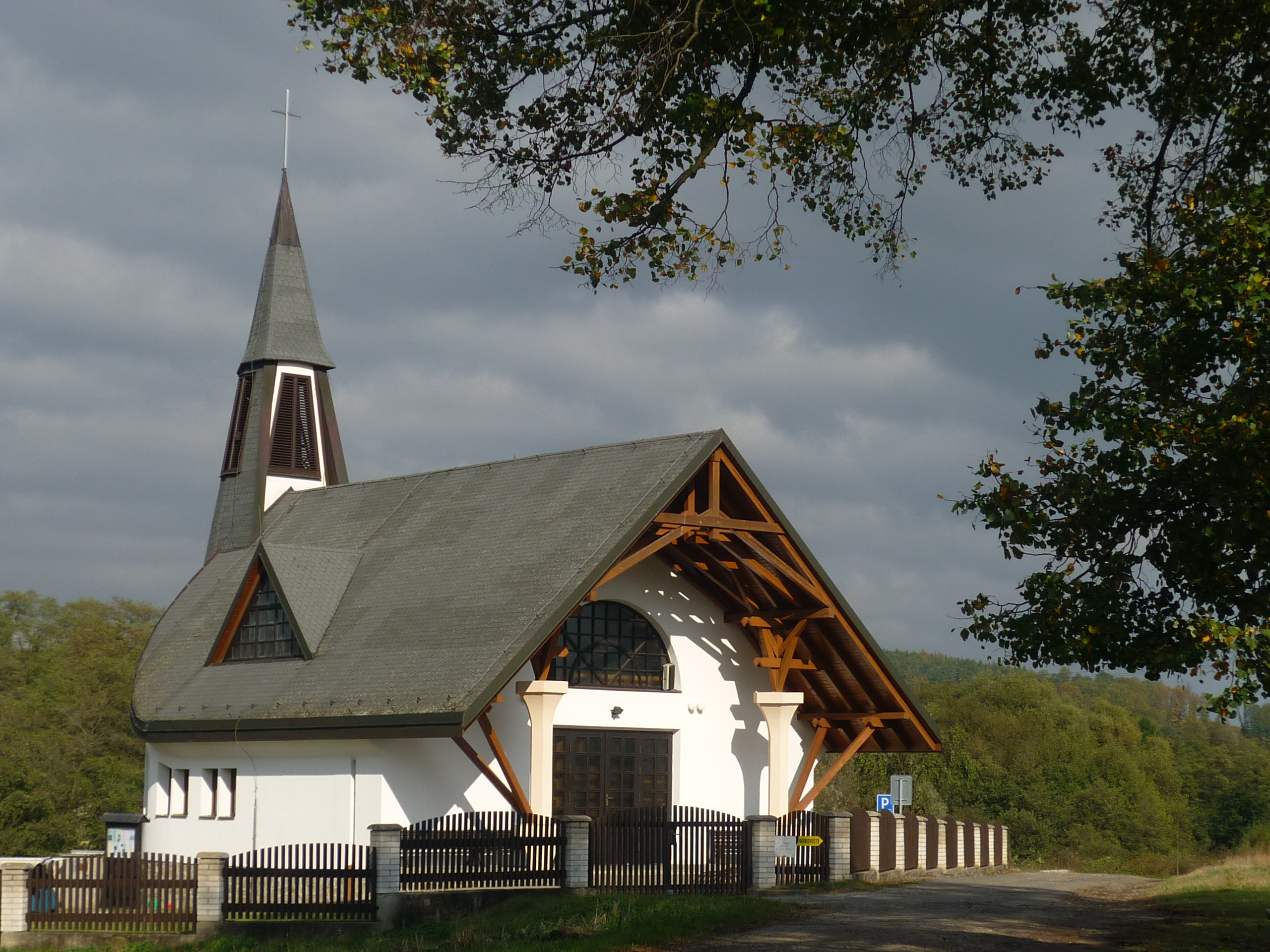
Kostel sv. Jana Sarkandera v Pašovicích (1995)

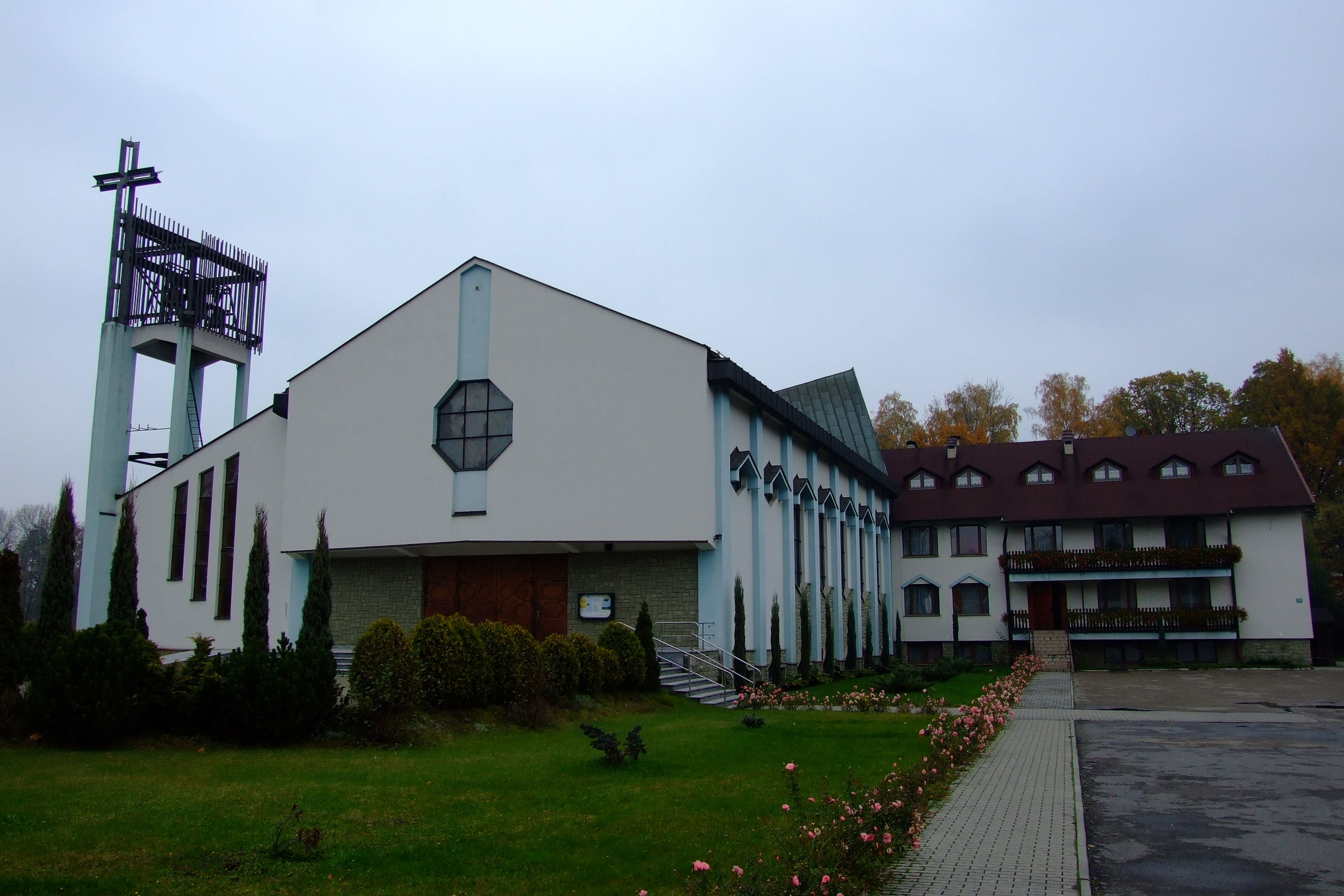
Kostel sv. Jana Sarkandera v obci Velké Hůrky

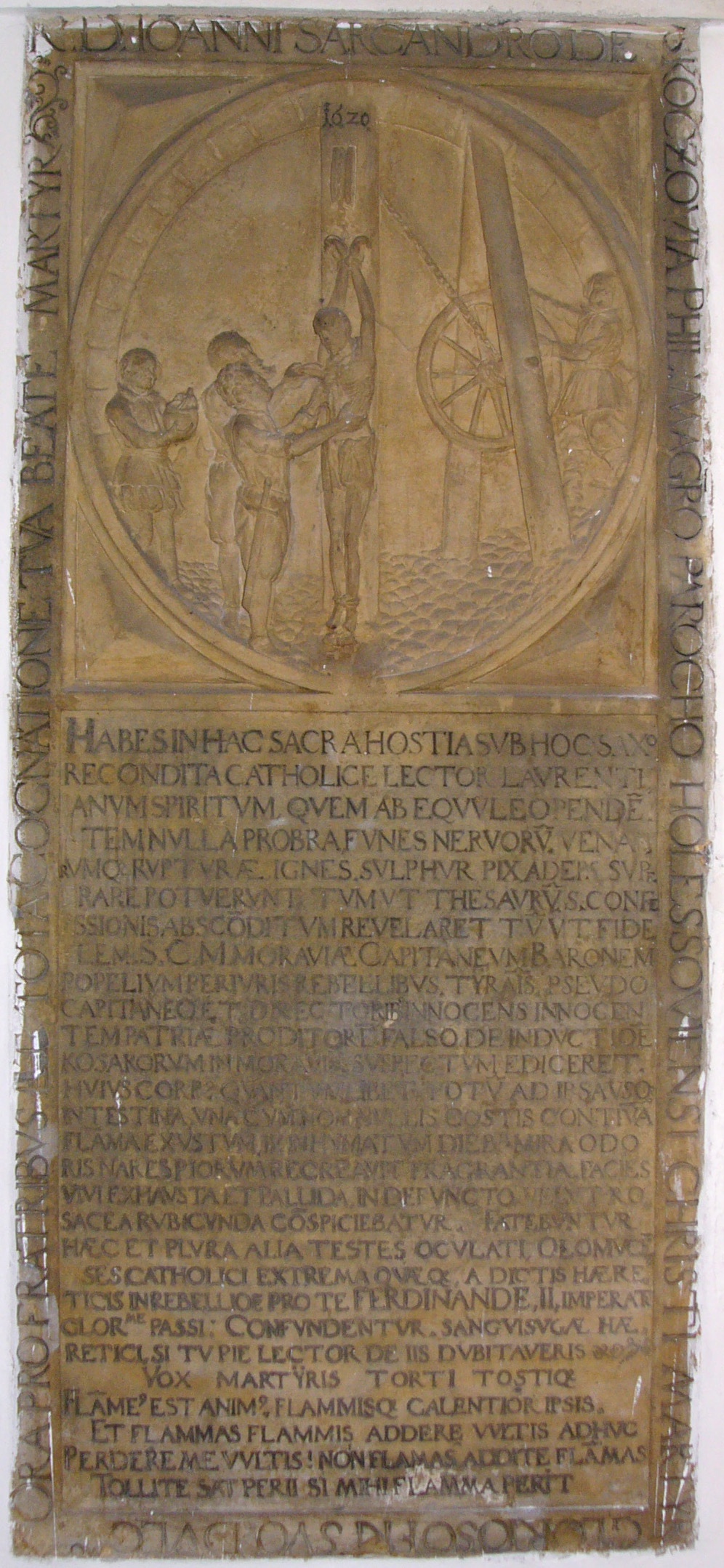
Epitaf Jana Sarkandra v Sarkandrově kapli v Olomouci, pův. umístěný v dnes zrušeném olomouckém kostele Panny Marie na Předhradí

Umučení kněze vyvolalo okamžitě značné pobouření.[zdroj?] Jeho kult jako mučedníka se poměrně brzy rozšířil nejen na Moravě, ale i v Polsku a v Čechách.
Dne 15. září 1859 ho papež bl. Pius IX. blahořečil, a 21. května 1995 byl v Olomouci papežem sv. Janem Pavlem II. svatořečen současně se Zdislavou z Lemberka. Kanonizace Jana Sarkandera byla ve své době kontroverzním tématem a nemalá část veřejnosti se stavěla proti ní. Proti kanonizaci se dosti ostře postavili též evangelíci a byla vnímána jako krok proti ekumenickému hnutí.
Jelikož jde o poměrně nového svatého, má zatím jen málo kostelů a kaplí. Z našich kaplí je nejznámější Sarkandrova kaple v Olomouci, která stojí na místě vězení, kde byl umučen. Ještě v roce svatořečení 23. září 1995 byla také sv. Janu Sarkanderovi zasvěcena nová kaple v Pašovicích u Uherského Brodu. Jeho kostely najdeme nejvíce v Polsku, viz např. františkánský klášterní kostel sv. Jana Sarkandera v obci Velké Hůrky.
Zajímavým dokladem úcty ke sv. Janu Sarkanderovi mezi Olomoučany je fakt, že jeho sochu bez ohledu na hrozící potíže ze strany církevních úřadů umístili mezi sochy světců zdobící slavný Sloup Nejsvětější Trojice – více než sto let před jeho blahořečením.
V roce 1714 podal hrabě František Helfrýd Voračický žádost o svolení postavit v Praze sochu Jana Sarkandera, o jehož svatořečení se tehdy uvažovalo. Autorem sochy měl být Jan Brokoff. Toto povolení mu bylo uděleno a socha byla v roce 1715 postavena v Praze na Hradčanském náměstí, v blízkosti arcibiskupského paláce. V roce 1764 byla socha přemístěna na dnešní místo na Hradčanském náměstí na horním konci Zámeckých schodů, ale již jako socha svatého Filipa Nerejského.
Ve výroční den u příležitosti jeho čtyřstého výročí umučení 17. března 2020 sloužil výroční mši v Sarkandrově kapli v Olomouci na Michalském vršku olomoucký arcibiskup Jan Graubner.